# واسیلیوکا (شهرستان اوست-کالمانسکی، سرزمین آلتای)
واسیلیوکا (به لاتین: Vasilyevka) یک منطقهٔ مسکونی در روسیه است که در سرزمین آلتای واقع شده‌است.